# ノルマンディー公国

ノルマンディー公国
Duché de Normandie (フランス語)

ノルマンディーの歴史上の境界およびチャンネル諸島の地図

ノルマンディー公国（ノルマンディーこうこく、フランス語: Duché de Normandie）は、ノルマン人が9世紀にフランスに侵入し、その後、次第に地歩を固めて成立したノルマンディー公の公国である。
ノルマン人（ノースマン、ないしはラテン語のNormanni）は、デンマーク人、ノルウェー人、ノルマン・ゲール人、オークニーヴァイキングおよびデーンロウから来たアングロ・デーン人といった様々な民族からなる。
レーエン関係の設定は、おそらくは伯領として、911年にサン＝クレール＝シュール＝エプト条約によりなされたものである。これは西フランク国王シャルル3世単純王の譲歩によるもので、ノルマン人の首長であるロロに対して与えられた。

## 領土の変遷
元来はネウストリア区の北部から成り立っていてセーヌ川のルーアンに中心を置いていたが、後には征服活動を行うことでエヴルーとアランソンを含む南部やブルターニュ半島西部に拡大し、最終的には今日のフランス共和国のノルマンディー地域圏および現在もイギリス王室属領に属すチャンネル諸島とほぼ重なるようになった。かつてのノルマンディー公領の主要な地域は皆フランスの一部となり、現在では公国を成すのはイギリスの君主の王室属領たるジャージーとガーンジーのチャンネル諸島領のみである。現在では、イギリスの君主がノルマンディー公の称号を用いている。

## 言語
ノルマンディーへの移住者は当初は古ノルド語を話したが、公国全体に定住すると現地の住民が話していたガロ・ロマンス語を採用した。ノルマンディーでは人々の相互作用によって新たに形成されたノルマン語は古ノルド語からの語彙を継承している。イングランドではノルマン語はアングロ＝ノルマン語に発展している。公国およびアングロ＝ノルマン王領時代のイングランドの文学はアングロ＝ノルマン文学として知られている。

## 歴史

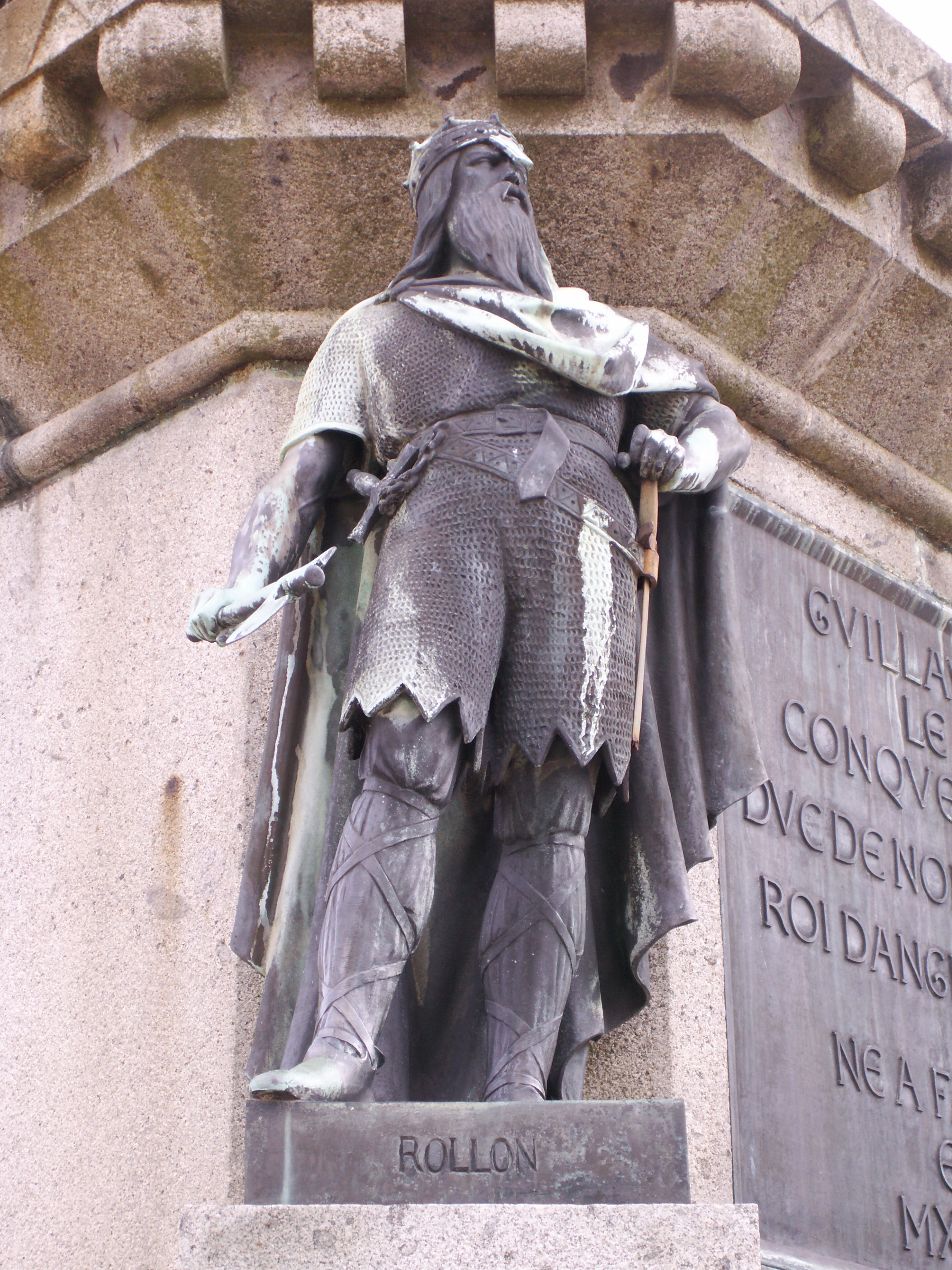
ファレーズに立つ公国の創始者ロロの銅像、彼の子孫のイングランド王ウィリアム1世はこの地で生まれている。

公国はヴァイキングが植民地化したルーアン伯領、コーおよびタロウ（ディエップ伯領）から形成された。912年にルーアンで首都が樹立され、後に公国の拡大とともに西方のカーンに首都が樹立された。
928年にはエヴルー伯領、イエモワ伯領およびベッサンが加わった。
931年から934年にかけてロロの息子であるギョーム1世長剣公はコタンタン半島とアヴランサンを編入した。チャンネル諸島は933年に編入されている。
950年から956年にかけての時折、ノルマンディーおよびその辺境地帯は辺境伯の地位を獲得した。
リシャール2世は最初にノルマンディー公の称号を用いた（公の称号は987年から1006年の間に設置された）。
1066年にノルマンディー公ギョーム2世はヘイスティングズの戦いでイングランド国王ハロルド2世を撃破してイングランド王についた。このノルマン・コンクエストは当然のことながらノルマン化の始まりとなった。
ノルマン・コンクエスト後に、ノルマンディーの支配者がフランス国王 の封臣として忠誠を誓う形でノルマンディーの地を支配する一方で同時にイングランド王として対等の地位にあったことは、アングロ＝ノルマンとフランスの関係を複雑なものにした。1150年代のアンジュー帝国の創立はノルマンディーがフランスの半分とイングランド全土を支配することでフランスの力を小さく見せた。
アングロ＝ノルマン王国の一部としての公国支配は1204年のフランス国王フィリップ2世による征服まで続き、それ以降はフランス王領となった。イングランド王は 1259年のパリ条約まで要求し続けたが現実のところはかつての公国の内、チャンネル諸島を保持したのみであった。
ノルマン朝の忠誠を僅かに確信しつつ、フランス王は新たな領域に行政官を据えて王権の象徴としての強力なルーアン城という要塞を築いた。王領の内、ノルマンディーは幾つかの独自性を保持していた。ノルマン法は裁判の判決として使用され続けた。1315年にノルマンディーにおける自由への止むことのないフランス王権の浸食に直面すると伯爵や町民は国王にノルマン憲章を押し付けた。この文書は地方の自治権を有していないが、王の行動への抗議であることには議論の余地はない。ノルマンディーの宮廷の主要部である財源の評決は最終的に宣言された。これはパリがルーアンの評決をひっくり返すことが出来ないことを意味していた。その他の重要な譲歩は、国王はノルマンディーの承諾を得ずに税を上げることが出来ないことである。しかしながら、憲章は王の権威が怯んだ時に叶えられたのであり、王権が回復されるや反故されるようになった。
ノルマンディー公国は主に公が断続的に任じられることで生き延びた。実際のところフランス王は時々王国の一部を自分に忠誠を誓っていない近縁の王家の者に与えていた。フィリップ6世は自身の長子で後継者であるジャン2世をノルマンディー公に任じており、そのジャン2世は自身の後継者で「ドーファン」の称号で知られるシャルル5世をノルマンディー公に任じている。
1465年にルイ11世は貴族達によって18歳の弟ベリー公シャルルに扶持として公国を譲渡することを強要された。この譲歩はルイ11世にとってはシャルルが敵対勢力の傀儡になったことを意味する懸案であった。ノルマンディーはこのように王権に敵対する勢力の基盤になり得た。それゆえにルイ11世はシャルルとノルマンディーとギュイエンヌ（アキテーヌ）公領を交換することに同意した。最終的には、1469年に公内の徒党が固められて粉砕されたことからノルマンディーは最終的には譲渡されることがないことを意味した。これは大陸側の公国の決定的な終焉であった。
それにも係わらず、1660年12月31日にジェームズ2世はルイ14世によって名誉的な「ノルマンディー公」に叙せられている。これはジェームズ2世の兄であるチャールズ2世がイングランドとアイルランドの王位に返り咲いてから数か月後のことであり（チャールズ2世は1651年にスコットランドで戴冠式を済ませていた）、恐らくはルイ14世によるジェームズ2世への支援による政治的ジェスチャーだと思われる。チャールズ2世もまた「ノルマンディー公」を請求していたからである。
ルイ16世の2番目の息子で兄が死んだ1789年以前のルイ＝シャルル王太子が最終的なノルマンディー公として知られているが、この称号は純粋な儀礼称号であった。

## 現在

チャンネル諸島 はノルマンディー公国の領域を含む。

ノルマンディー公国は行政上ジャージー（ジャージー諸島とマンキエおよびエクレウの無人島から成る）とガーンジー（ガーンジー島、サーク島、オルダニー島, ブレッシュ島、ハーム島、ジェソー島およびリホウ島から成る）の二つの代官管轄区から成るチャンネル諸島として生き残っている。現在は英国王チャールズ3世がノルマンディー公の継承者として、これらの地域の領主とされており、「ノルマンディー公」と呼ばれることもある。チャネル諸島は連合王国の一部ではないが、王室属領の一部ではある。